# أشرف محبوبي
أشرف محبوبي (مواليد 8 أغسطس 2000) هو لاعب مغربي في رياضة التايكواندو. مثل أشرف المغرب في الألعاب الأولمبية الصيفية 2020 التي أقيمت في طوكيو باليابان. 

## مسيرته الرياضية
في 2017، شارك محبوبي في فئة الوزن الخفيف في بطولة العالم للتايكوندو لتلك السنة التي أقيمت في موجو [الإنجليزية] في كوريا الجنوبية دون أن يُحقق أية بميدالية، حيث أُقصي في مُباراته الثانية أمام مُنافسه الكوري الجنوبي كيم هون [الإنجليزية].
خلال بطولة أفريقيا للتايكوندو 2018 التي أقيمت بمدينة أكادير، فاز أشرف بالميدالية الذهبية في فئة 74 كلغ. في نفس السنة، شارك أيضًا في مُسابقة وزن 80 كلغ ضمن ألعاب البحر الأبيض المتوسط في طركونة في إسبانيا، دون أن يفوز بأية ميدالية، بعد أن أُقصي في مُباراته الثانية أمام البُرتغالي جوليو فيريرا.
في 2019، شارك في مُسابقة فئة وزن الوسط في بطولة العالم للتايكواندو لتلك السنة في مانشستر بالمملكة المتحدة، لكنه لم يفُز بأية ميدالية. في مُنافسات الجائزة الكبرى للتايكوندو لتلك السنة في روما، فاز بميدالية برونزية في فئة 80 كلغ. في نفس السنة، مثل محبوبي المغرب في دورة الألعاب الإفريقية 2019 التي أقيمت في الرباط وفاز بالميدالية الفضية في مُسابقة وزن 80 كلغ.
في 2020، شارك محبوبي في مُسابقة فئة 80 كلغ ضمن دورة التصفيات الأفريقية في التايكوندو المُؤهلة لأولمبياد طوكيو 2020 التي أقيمت في الرباط، وقد نجح في التأهل لتمثيل المغرب في هذه الألعاب.

## الإنجازات
| السنة | الدورة            | مكان إجراء الدورة | فئة الوزن |
| ----- | ----------------- | ----------------- | --------- |
| 2018  | بطولة أفريقيا ‏    | الأول             | 74 كلغ    |
| 2019  | الألعاب الأفريقية | الثاني            | 80 كلغ    |

## روابط خارجية
- أشرف محبوبي على موقع TaekwondoData.com (الإنجليزية)
- أشرف محبوبي على موقع اللجنة الأولمبية الدولية (الإنجليزية)
- أشرف محبوبي على موقع أوليمبيديا (الإنجليزية)
- أشرف محبوبي على موقع اللجنة الأولمبية المغربية (الفرنسية)